# Mihaela Adelgundis Černic
Mihaela Černic, detta Mihaela Černic, sorella Marija Adelgundis (Merna, 29 settembre 1913 – Gorizia, 28 agosto 2016), è stata una pittrice slovena.
È stata una figura importante della minoranza slovena in Italia e ha avuto un ruolo fondamentale nella preservazione della cultura slovena nel Goriziano.

## Biografia
Mihaela Adelgundis nacque il 29 settembre 1913 a Merna, quinta figlia di Avguštin Černic, calzolaio, e Jožefa Batistič, bracciante agricolo. Dopo aver terminato la scuola primaria nella sua città natale, il 16 settembre 1928 entrò nel convento delle Suore Scolastiche di Nostra Signora (Istituto Nostra Signora) a Gorizia. Lì frequentò prima la scuola cittadina per tre anni e poi studiò per altri tre anni in una scuola di preparazione alla vita religiosa, in parte a Gorizia e in parte a Ilirska Bistrica . Iniziò il noviziato il 27 agosto 1934. Emise i primi voti il 28 agosto 1935 e i voti perpetui il 15 agosto 1941. Fin da piccola mostrò un talento per l'arte. Dopo aver pronunciato i primi voti, si iscrisse all'Accademia di Belle Arti di Venezia, dove si laureò nel 1943. In seguito continuò gli studi artistici anche a Roma. Nel 1955 superò l'esame di professore e iniziò per diversi decenni l'insegnamento di arte e pittura presso le scuole superiori di Gorizia. Insegnò anche privatamente. Rimase artisticamente attiva per tutta la vita e fino al pensionamento; anche in età avanzata, continuò a dipingere e disegnare intensamente. Morì il 28 agosto 2016, presso il convento delle Suore di Notre Dame a Gorizia, all'età di 102 anni. Lasciò dietro di sé un consistente corpus di opere artistiche.

## Stile artistico
Fin dalla prima infanzia, Mihaela Adelgundis mostrò una forte passione per il disegno e, nel corso della sua lunga carriera, sviluppò uno stile classico-figurativo distintivo. Rimase fedele alla rappresentazione artistica tradizionale e non seguì le tendenze dell'astrazione modernista. Le sue opere sono per lo più realistiche e caratterizzate da un profondo apprezzamento per la bellezza della natura. Le piaceva particolarmente raffigurare motivi naturali, fiori, nature morte, uccelli e temi religiosi, in particolare immagini della Vergine Maria, angeli e santi. Come artista versatile, lavorò con varie tecniche: olio su tela, tempera e acquerello, e produsse anche numerosi disegni, schizzi, progetti architettonici e illustrazioni. Sperimentò persino il lavoro in rilievo. Le sue ricche creazioni artistiche adornano numerose chiese, istituzioni e case private in tutta la città di Gorizia e nelle regioni di Trieste, così come a Roma e oltre. Tra i suoi contributi più notevoli, vi sono motivi religiosi ancora esposti nelle chiese italiane di Gorizia, Trieste e Roma. Molti dei suoi dipinti sono conservati nel convento di Notre Dame a Gorizia, dove decorano il convento. È anche nota per la sua raffigurazione di Gesù Misericordioso in una cappella vicino alla sua casa a Miren. Occasionalmente, ha contribuito con opere d'arte a pubblicazioni: ad esempio, la copertina del disco in vinile Svetokriška mladina poje (Canta la gioventù di Sveti Križa) (1978) presenta il suo dipinto della chiesa parrocchiale di Santa Croce vicino a Trieste.